# Università Euromediterranea EMUNI
L'Università EMUNI è stata fondata il 9 giugno 2008 a Pirano in Slovenia su iniziativa delle università di Haifa in Israele, Maribor in Slovenia, Sousse in Tunisia e Urbino in Italia. Nel febbraio 2009 l'Università è diventata un ente legalmente riconosciuto. Nello stesso anno, al vertice di Parigi per il Mediterraneo del 13 luglio, nasce l'Unione per il Mediterraneo. L'ateneo è un centro di istruzione e di ricerca dell'Unione per il Mediterraneo Dalla fine del 2008, l'ente pubblica la rivista Journal of Euro-Mediterranean Studies (IJEMS), la quale dal 2012 è edita dalla casa editrice Springer.